# Hattorioceros
Hattorioceros é um género monotípico de plantas não vasculares da família Anthocerotaceae, que tem como única espécie validamente descrita Hattorioceros striatisporus.

## Taxonomia
A espécie Hattorioceros striatisporus foi descrita por (J. Haseg.) J.Haseg. e publicada em Bryological Research 7: 273. 2000.